# سیانوفوس
سیانوفوس (به انگلیسی: Cyanophos) یک ترکیب شیمیایی است. شکل ظاهری این ترکیب، مایع شفاف زرد مایل به زرد -قرمز است.